# Curtea Veche
Curtea Veche, ou Antiga Corte, residência dos líderes da Valáquia a partir do século XV, foi construída durante o reino de Vlad III o Empalador, também conhecido como Vlad III Drácula.  Atualmente, constitui um museu no centro de Bucareste, Romênia.
No século XVI, após a reconstrução do palácio por Mircea Ciobanul, a região ao redor de Curtea Veche tornou-se o núcleo central da cidade.
Em 1775, Alexander Ypsilantis construiu a Curtea Nouă, ou Nova Corte, no Monte Spirii, onde atualmente encontra-se localizado o Palácio do Parlamento.  A denominação de "Antiga" Corte surgiu nesta época.